# Pont-de-Barret
Pont-de-Barret is een gemeente in het Franse departement Drôme (regio Auvergne-Rhône-Alpes) en telt 459 inwoners (1999). De plaats maakt deel uit van het arrondissement Nyons.

## Geografie
De oppervlakte van Pont-de-Barret bedraagt 16,8 km², de bevolkingsdichtheid is 27,3 inwoners per km².

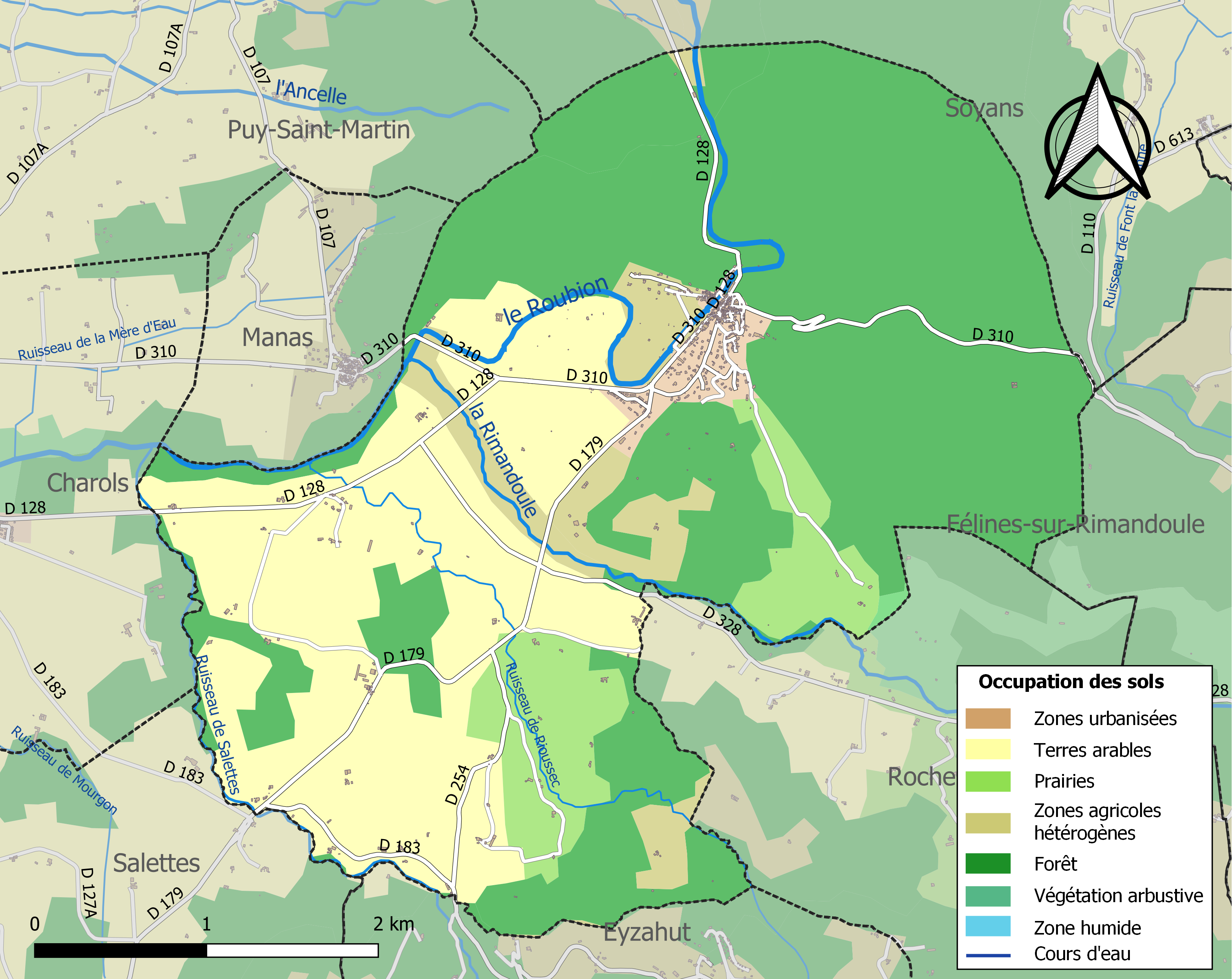
Kaart van de gemeente met belangrijkste infrastructuur, bodemgebruik en omliggende gemeenten

De Roubion stroomt door de plaats.

## Demografie
Onderstaande figuur toont het verloop van het inwonertal (bron: INSEE-tellingen).

## Overleden
- Arie Querido (1901-1983), Nederlands sociaal-geneeskundige